# 李昂 (サッカー選手)
李 昂（り こう、Li Ang、1993年9月15日 - ）は、中華人民共和国・江蘇省徐州市出身のサッカー選手。中国サッカー・スーパーリーグ・上海ポート所属。中国代表。ポジションはディフェンダー（CB）。

## 経歴
江蘇河海大学在籍時の2011 - 2012年に、江蘇青年チームの一員として乙級リーグに参加。
2014年、江蘇舜天（現江蘇蘇寧）のトップチーム入り。2014年3月8日、開幕戦（0-0貴州人和）で先発出場しデビュー。5月11日、アウェイの長春亜泰戦（1-0）でFKを決め決勝点をあげた、これは彼のプロ初得点であった。

## 代表
2014年6月22日、李昂はマケドニア代表との親善試合でA代表でデビューを果たした。
2015年アジアカップのメンバー入りをし、グループリーグ北朝鮮戦で途中出場している。